# Przedsiębiorstwo Naukowo-Produkcyjne „Radar MMS”
Przedsiębiorstwo Naukowo-Produkcyjne „Radar MMS” (ros. Научно-производственное предприятие «Радар ммс») – rosyjskie przedsiębiorstwo przemysłu zbrojeniowego wyspecjalizowane w produkcji systemów monitorowania, nawigacji i naprowadzania, awioniki wojskowej i cywilnej, precyzyjnego oprzyrządowania i oprogramowania z zakresu lotnictwa.

## Historia
Przedsiębiorstwo zostało utworzone 17 stycznia 1950 r. jako OKB-275 i specjalizowało się w opracowywania systemów wspomagających lądowanie samolotu w warunkach ograniczonej widzialności. Zadaniem OKB-275 było opracowanie tego typu systemów, wdrożenie ich do produkcji oraz instalacji na lotniskach. Do 1970 r. uruchomiono 155 systemów tego typu, wśród których znalazły się: „Korriektor” (ros. «Корректор»), „Kross” (ros. «Кросс»), „Niefrit” (ros. «Нефрит») czy „Niefrit-M” (ros. «Нефрит-М»). Opracowano, wdrożono do produkcji i eksploatacji 17 urządzeń, m.in.: Azimut-P (ros. Азимут-П), KIP-ZG-4 (ros. КИП-ЗГ-4), KPK-3 (ros. КПК-3), Rubin-S (ros. Рубин-С), IILS (ros. ИИЛС), APN (ros. АПН), Kross (ros. Кросс) czy IRM-P (ros. ИРМ-П).
Od 1953 r. przedsiębiorstwo prowadziło badania w zakresie konstrukcji radionamierników oraz stacji radarowych. W wyniku tych prac powstały radionamierniki „Busola” (ros. «Буссоль») oraz ARP-6 (ros. АРП-6). Opracowano również stację radiolokacyjną Raskat (ros. РЛС «Раскат»), która została zainstalowana m.in. na lotniskach w Leningradzie, Odessie i Mariupolu. W OKB-257 powstały również systemy zautomatyzowanego sterowania urządzeniami pokładowymi samolotów, tj. DKT „Proton” (ros. Дальневосточный контейнерный терминал - ДКТ «Протон») i „Faza-13” (ros. «Фаза-13»).
W 1964 r. przedsiębiorstwo zostało instytucją nadzorującą prace nad opracowaniem i produkcją zautomatyzowanych systemów kontroli urządzeń pokładowych statków powietrznych, a w 1966 roku zostało przekształcone w LKB Zarnica (Leningradzkie Biuro Konstrukcyjne - ros. ЛКБ «Зарница»). Głównym obszarem badań i wdrożeń było opracowanie zautomatyzowanych systemów sterowania radzieckich samolotów wojskowych, tj, Su-15, MiG-25 czy Su-24. 14 lipca 1988 r., na mocy uchwały Komitetu Centralnego KPZR i Rady Ministrów ZSRR, Zarnica została przekształcona w Przemysłowe Centrum Naukowo-Techniczne „Łucz” (ros. Отраслевой научно-технический центр «Луч»), który zajął się opracowaniem systemów radioelektronicznych dla lotnictwa, W przedsiębiorstwie opracowano systemy, które zostały zainstalowane w samolotach Tu-204, Tu-334, Ił-96-300, Ił-114 oraz śmigłowcach Mi-8 MT, Mi-17, Mi-34 czy Mi-38. W 1990 roku, na mocy zarządzenia Ministra Przemysłu Radiowego ZSRR, na bazie ONTC „Łucz” i oddziału Wszechrosyjskiego Naukowo-Badawczego Instytutu Systemów Radioelektronicznych „Sektor” (ros. Всесоюзный научно-исследовательский институт радиоэлектронных систем - ВНИИРЭС «Сектор») utworzono Państwowe Przedsiębiorstwo Badawczo-Produkcyjne „Radar MMS” (ros. Государственное научно-производственное предприятие «Радар ммс»). W 1993 r. zostało przekształcone w Otwartą Spółkę Akcyjną Przedsiębiorstwo Naukowo-Produkcyjne „Radar MMS” (ros. Открытое акционерное общество «НПП «Радар ммс»). Kolejne przekształcenie miało miejsce w 2015 r. w Spółkę Akcyjną Przedsiębiorstwo Naukowo-Produkcyjne „Radar MMS” (ros. Акционерное общество «Научно-производственное предприятие «Радар ммс»).
28 czerwca 2022 r., jako firma powiązana z rosyjskim przemysłem obronnym, przedsiębiorstwo zostało wpisane na amerykańską listę sankcji. Unia Europejska 23 lutego 2024 r. również objęła „Radar MMS” sankcjami z uwagi na użycie produkowanego wyposażenia (systemy naprowadzania rakiet Kalibr i Ch-35 Uran) podczas rosyjskiej agresji na Ukrainę. 
Przedsiębiorstwo ma filie w Moskwie, Władywostoku i Niżnym Nowogrodzie. Firma trzykrotnie została uhonorowana podziękowaniem prezydenta Rosji za wkład w rozwój przemysłu radioelektronicznego i wzmocnienie zdolności obronnych kraju (w latach 2010, 2015 i 2019).